# 城陽さんさんバス

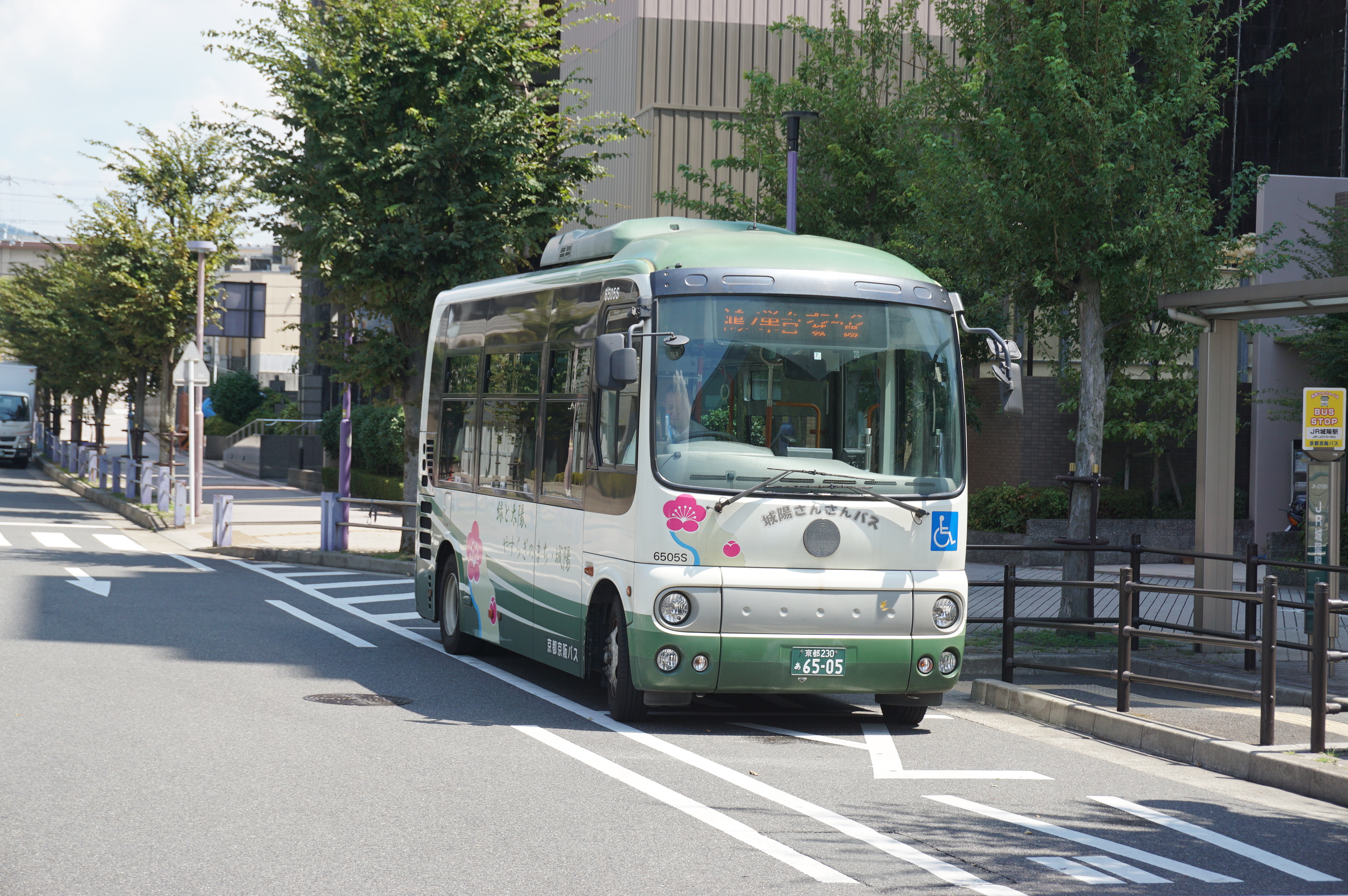
城陽さんさんバス専用車両（日野・ポンチョ）

城陽さんさんバス（じょうようさんさんバス）は、京都府城陽市が運行するコミュニティバスの愛称である。正式名称は城陽市コミュニティバス（じょうようしコミュニティバス）であり、2007年に愛称が決定するまでは正式名称で呼ばれていた。
1995年（平成7年）10月運行開始。運行開始時は城陽市が京阪宇治交通へ運行委託していたが、当時の京阪宇治交通では公式にはこの当時はコミュニティバス路線扱いとはせず、あくまでも城陽市より補助金を10年間得た上での一般路線として取り扱っていた。
京阪グループのバス事業再編に伴い、現在は京都京阪バスに運行委託し、八幡営業所が運行を担当している

## 概要
城陽市が京都京阪バスに対し、運行経費の一部と新型車両の購入費を補助している。城陽市の公式サイトでは「市バス（市が事業主体のバス）ではありません。」と説明しているが、これは京都市営バス（京都市交通局）のような公営バス（公営企業）とは異なるという意味である。
「城陽さんさんバス」の愛称は、2007年に城陽市市制施行35周年記念事業として全国公募を行って選定された。その結果、京都府立京都すばる高等学校（京都市伏見区）の女子生徒が応募した「城陽さんさんバス」に決定した。「太陽がさんさんと降り注ぐ都市像を目指した」ものと説明されている。この愛称は同年11月10日より使用開始された。
城陽市北東部と南西部に、「鴻ノ巣山運動公園近鉄寺田線」と「プラムイン城陽長池線」の2路線を運行している。2路線とも、プラムイン城陽方面のバスはJR城陽駅で京都駅方面の快速列車と接続するダイヤが組まれている。JR城陽駅バス停留所では各路線を無料乗継できる制度があり、車内で無料乗継券を発行している。
平日・休日とも同ダイヤで毎日運行し、昼間時間帯は「鴻ノ巣山運動公園近鉄寺田線」は30分間隔、「プラムイン城陽長池線」は1時間間隔のパターンダイヤとしている。
両路線とも「プラムイン城陽」を起終点とし、「鴻ノ巣山運動公園近鉄寺田線」は市東部の住宅地と市役所や総合運動公園など公共施設、JR城陽駅、近鉄寺田駅を結ぶ路線で、一部便はサンガタウン城陽を経由する。
「プラムイン城陽長池線」は「プラムイン城陽」から鴻ノ巣台、水主団地、富野荘・長池地域を結ぶ路線で、市内の4つの鉄道駅（JR城陽駅、近鉄寺田駅、近鉄富野荘駅、長池駅）を経由する。

## 沿革
- 1995年（平成7年）10月：運行開始[3]。京阪宇治交通へ運行委託[3]。この当時は一般路線扱いであった。
- 2005年（平成17年）：名実ともに一般路線からコミュニティバス路線に格下げし、同時に路線再編成を実施。また一般路線時代より受けていた10年間の補助金交付期限が延長された。
- 2007年（平成19年）11月7日：城陽市市制施行35周年記念式典で「城陽さんさんバス」の愛称が発表される[2]。

## 運賃・乗車券類
運賃・乗車券類については以下のとおり。
- 運賃は均一運賃制で、大人150円、小人80円。
- 運賃支払には、ICOCAおよび交通系ICカード全国相互利用サービス対応のカードが利用できる。
- 専用回数乗車券は販売されていない。
- 専用定期乗車券の設定はない。
- 障害者割引制度があり、京都京阪バスの一般路線バスに準じる（障害者手帳提示で半額）。
- かつては京阪グループ共通バスカードやスルッとKANSAIカードが利用できた。またPiTaPa利用額割引があったが、いずれもサービス終了した。

## 路線

### 鴻ノ巣山運動公園近鉄寺田線
520・521・525号経路
- プラムイン城陽 - 宮ノ谷 - JR城陽駅 - 城陽市役所 - 庭井南 - 近鉄寺田駅

521号経路
- プラムイン城陽 - 宮ノ谷 - JR城陽駅（区間便）

525号経路
- プラムイン城陽 - サンガタウン城陽（区間便）

### プラムイン城陽長池線
580号経路
- プラムイン城陽 - 城陽高校 - JR城陽駅 - 城陽市役所 - 寺田駅東口 - 水主団地 - 近鉄富野荘 - 長池駅口 - アル・プラザ城陽

583号経路
プラムイン城陽 → 城陽高校 → JR城陽駅（区間便）
582号経路
- 水主団地 → 寺田駅東口 → 城陽市役所 → JR城陽駅 → 城陽高校 → プラムイン城陽（区間便）

## 車両
現行車両は、小型ノンステップバスの日野・ポンチョを使用する。「鴻ノ巣山運動公園近鉄寺田線」では2ドアロングボディ、「プラムイン城陽長池線」ではショートボディの専用車両が充当される。車両には専用ラッピングが施されており、「鴻ノ巣山運動公園近鉄寺田線」はピンク基調、「プラムイン城陽長池線」はグリーン基調のカラーリングに色分けされている。これらの車両は城陽市の補助により新型車両として導入された。